# Ugo Rozzo
Ugo Rozzo (Viguzzolo, 25 de junio de 1940-Alessandria, 1 de abril de 2020) fue un bibliotecario, bibliógrafo, historiador y académico italiano.

## Biografía
Estudió en Milán en el Augustinianum College y se licenció en Literatura Moderna en la Universidad Católica del Sagrado Corazón. 
En su juventud participó en la Federación Católica Italiana de Estudiantes Universitarias (en italiano: Federazione Universitaria Cattolica Italiana, FUCI), fue redactor en el Popolo Dertonino y de 1963 a 1986 fue director de la Biblioteca Cívica de Tortona.
En 1987 obtuvo la cátedra de "Historia de la Biblioteca" en la Universidad de Udine, primero como profesor asociado y, desde 2001, como profesor titular de "Historia del libro y la imprenta", cargo que ocupó hasta su jubilación en 2009.
Estudioso y docente de historia del libro y de la prensa, destacan sus estudios sobre la censura en la Italia del Quinientos y sobre el edición religiosa. A estos se suma, de importancia para la historia local, la investigación sobre el histórico banquete de bodas Sforza que tuvo lugar en Tortona en 1489.
Falleció en abril de 2020 a la edad de 79 años, víctima de COVID-19.

## Obras
Durante su actividad científica y académica, Rozzo generó una gran cantidad de escritos. Destacamos:
- Rozzo, Ugo (1972). Stampa e cultura a Tortiona nel XVI e XVII secolo: Mostra della tipografia tortonese, 23 maggio-11 giugno, Tortona, 1972 (en italiano). A cura della Biblioteca civica.
- Rozzo, Ugo (1979). «Nuovi contributi su Bernardino Ochino». Bollettino della Societa di Studi Valdesi n. 146 (en italiano). pp. 52-83.(NAP0278318)

- Rozzo, Ugo (1985). Gli uomini, le città e i tempi di Matteo Bandello: il convegno internazionale di studi Torino-Tortona-Alessandria-Castelnuovo Scrivia, 8-11 novembre 1984 (en italiano). Centro studi Matteo Bandello e la cultura rinascimentale.

- Rozzo, Ugo (1989). La biblioteca di Adriano di Spilimbergo e gli eterodossi in Friuli (1538-1542) (en italiano).
- Rozzo, Ugo (1993). Linee per una storia dell'editoria religiosa in Italia: 1465-1600 (en italiano). Arti grafiche.
- Rozzo, Ugo (1994). Biblioteche italiane del Cinquecento tra Riforma e Controriforma (en italiano). Arti grafiche friulane. ISBN 978-88-86550-01-7.
- Cammarata, Italo; Rozzo, Ugo (1997). Il beato Giovannino patrono di Volpedo: un fanciullo "martire" della fine del secolo XV (en italiano). Associazione "Pellizza da Volpedo". ISBN 978-88-900216-0-2.
- Rozzo, Ugo (1998). Lo studiolo nella silografia italiana (1479-1558) (en italiano). Forum. ISBN 978-88-86756-54-9.
- Rozzo, Ugo (2005). La letteratura italiana negli 'Indici' del Cinquecento (en italiano). Forum. ISBN 978-88-8420-290-1.
- Rozzo, Ugo (2007). Filippo Tinghi editore tipografo e librario tra Firenze Lione e Ginevra (en italiano). L.S. Olschki.
- Rozzo, Ugo (2008). La strage ignorata: i fogli volanti a stampa nell'Italia dei secoli XV e XVI (en italiano). Forum. ISBN 978-88-8420-494-3.
- Rozzo, Ugo (2011). Furor bibliographicus, ovvero, La bibliomania (en italiano). Biblohaus. ISBN 978-88-95844-18-3.
- Rozzo, Ugo (2016). Iconologia del libro nelle edizioni dei secoli XV e XVI (en italiano). Forum. ISBN 978-88-8420-929-0.